# Gianni Ghidini
Gianni Ghidinii, född 21 maj 1930 i Golese, död 20 juni 1995 i Baganezola, var en italiensk tävlingscyklist.
Ghidini blev olympisk silvermedaljör i laglinjeloppet vid sommarspelen 1952 i Helsingfors.